# Raspailiidae
Raspailiidae is een familie van sponsdieren uit de klasse van de Demospongiae (gewone sponzen). 

## Onderfamilies
- Cyamoninae Hooper, 2002
- Echinodictyinae Hooper, 2002
- Plocamioninae (Hooper)
- Raspailiinae Nardo, 1833
- Thrinacophorinae Hooper, 2002